# Иоакимовская летопись
Иоакимовская летопись, История Иоакима — условное название текста, известного из написанного русским историком XVIII века В. Н. Татищевым труда «История Российская» (1-й том, 4-я гл.). Сам Татищев писал, что текст был переписан им из трёх тетрадей (представляя собой выписки из сборника начала XVIII века), содержавших, по его словам, копию фрагмента из древнего летописного свода.
Текст повествует о древнейшей истории Руси, заканчиваясь описанием событий крещения Новгорода. Татищев писал, что летопись принадлежала первому новгородскому епископу Иоакиму (ум. 1030). Выдержки содержат ряд уникальных сведений по ранней истории славян и Руси, которым не находится соответствия в других исторических источниках.
Иоакимовская летопись входит в число татищевских известий, текстов в составе «Истории Российской» Татищева, содержащих информацию, не имеющую аналогов в известных в настоящее время исторических источниках. Происхождение и достоверность Иоакимовской летописи и татищевских известий в целом носят дискуссионный характер; Иоакимовская летопись считается исследователями наиболее сомнительной частью этих известий. В литературе вслед за Татищевым встречается мнение о принадлежности Иоакимовской летописи новгородскому епископу Иоакиму. Ряд учёных подвергают авторство новгородского епископа сомнению, но относят летопись к числу важных исторических источников (П. А. Лавровский, Макарий (Булгаков), В. Л. Янин, С. Н. Азбелев Б. А. Рыбаков и др.). Ряд других исследователей с начала XIX века считают летопись памятником XVII или XVIII веков и рассматривают её уникальные сведения как недостоверные (Евгений (Болховитинов), И. А. Линниченко, В. И. Григорович и др.). Некоторые учёные считают Иоакимовскую летопись фальсификацией самого Татищева (Н. М. Карамзин, называвший её «шуткой» Татищева, Е. Е. Голубинский, А. П. Толочко). Большинство исследователей считает Иоакимовскую летопись компиляцией местного историка конца XVII века, составленной в период возрождения новгородского летописания при патриархе Иоакиме (С. К. Шамбинаго и др.).

## История

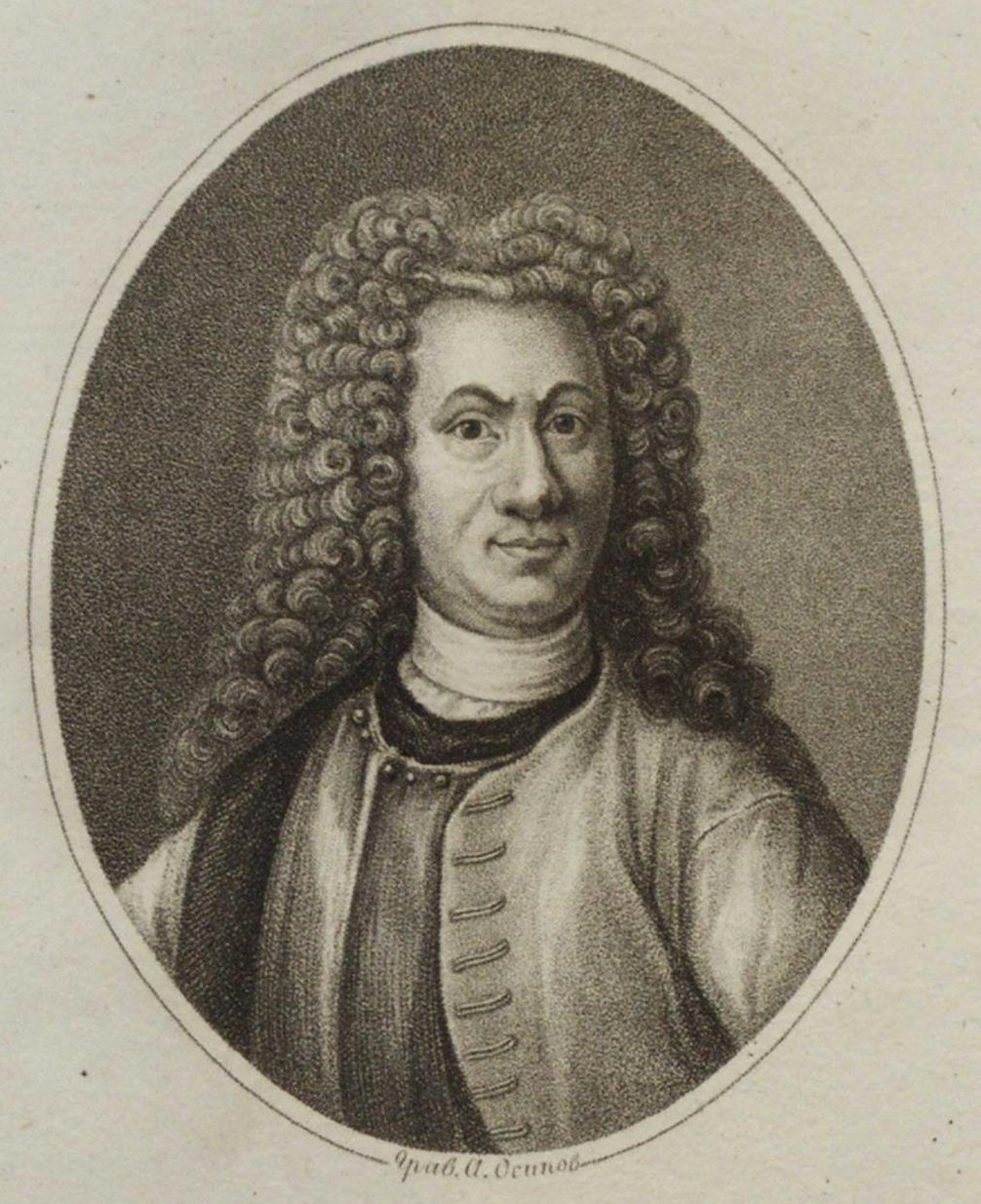
Василий Татищев, гравюра Алексея Осипова, 1802

Татищев сообщал, что его свойственник Мелхиседек Борщов, архимандрит Бизюкова монастыря, передал ему три тетради с копией фрагмента из древнего, как писал Татищев, летописного свода: «письмо новое, но худое, склад старой, смешенной с новым».
Татищев утверждал, что его внимание привлекли отличия текста от «Нестора» («Повести временных лет»): повествование о генеалогии первых русских князей, новгородском старейшине Гостомысле, иные версии происхождения Рюрика, Олега, Ольги и др. Татищев приводит слова из этого источника: «О князьях русских старобытных Нестор монах не добре сведем бе, что ся деяло у нас славян во Новеграде, а святитель Иоаким добре сведомый, написа…», но отмечает, что в эту летопись «нечто баснословное по тогдашнему обычаю внесено». В дальнейшем Татищев излагает историю Руси в целом «по Нестору», однако неоднократно ссылается на Иоакимовскую летопись, в ряде случаев утверждая, что её сведения «полнее», «порядочнее», и уточняя данные («Повести временных лет» «по сказанию Иоакимову».
Без каких-либо оснований Иван Елагин утверждал, что Иоакимовская летопись X века исчезла из-за хищности И. И. Тауберта и Г. Ф. Миллера, которые распоряжались академической библиотекой. Эти идеи получили развитие в недавней[какой?] популярной литературе.

## Содержание
- Сказание о Скифе и Словене, об основании «града великого». Имеет параллели, как отметил сам Татищев, со «Сказанием о Словене и Русе» XVII века. Также содержит ссылки на поэта Ювелия и греческие легенды. Содержит множество эллинизмов: скифы, Иллирия, Фракия, Бастарн, Понт, Меотис, алазони, амазони. Легенда известна по русским летописям XVII века, однако обычно в ней фигурирует также Рус, отсутствующий в Иоакимовской летописи.
- Сказание о князьях Вандале, Владимире, Буривое, Гостомысле и призвании Рюрика. Имеются ссылки на песни и повести. Характерно обилием германизмов, в том числе скандинавских названий: Вандал, Бярмия, Гардорик, Гунигар, Колмогард, Зимеголы. В данной части содержится элемент географической ориентации, характерной для скандинавских саг: «И был князь Вандал, правил славянами, ходя всюду на север, восток и запад морем и землею, многие земли на побережье моря завоевав и народы себе покорив, возвратился во град Великий». Наличие скандинавских мотивов может быть объяснено временем написания летописи: в правление князя Ярослава Мудрого, женатого на шведской княжне Ингегерде. В окружении князя было немало скандинавских (шведских и норвежских) наёмников. Также это соответствует времени жизни Иоакима. Имена князей из этой части, кроме Рюрика и Гостомысла, в других источниках не встречаются. Рассказ о Гостомысле часто сравнивают со «Сказанием о Словене и Русе и городе Словенске», где упоминается князь Избор, известный Иоакимовской летописи.

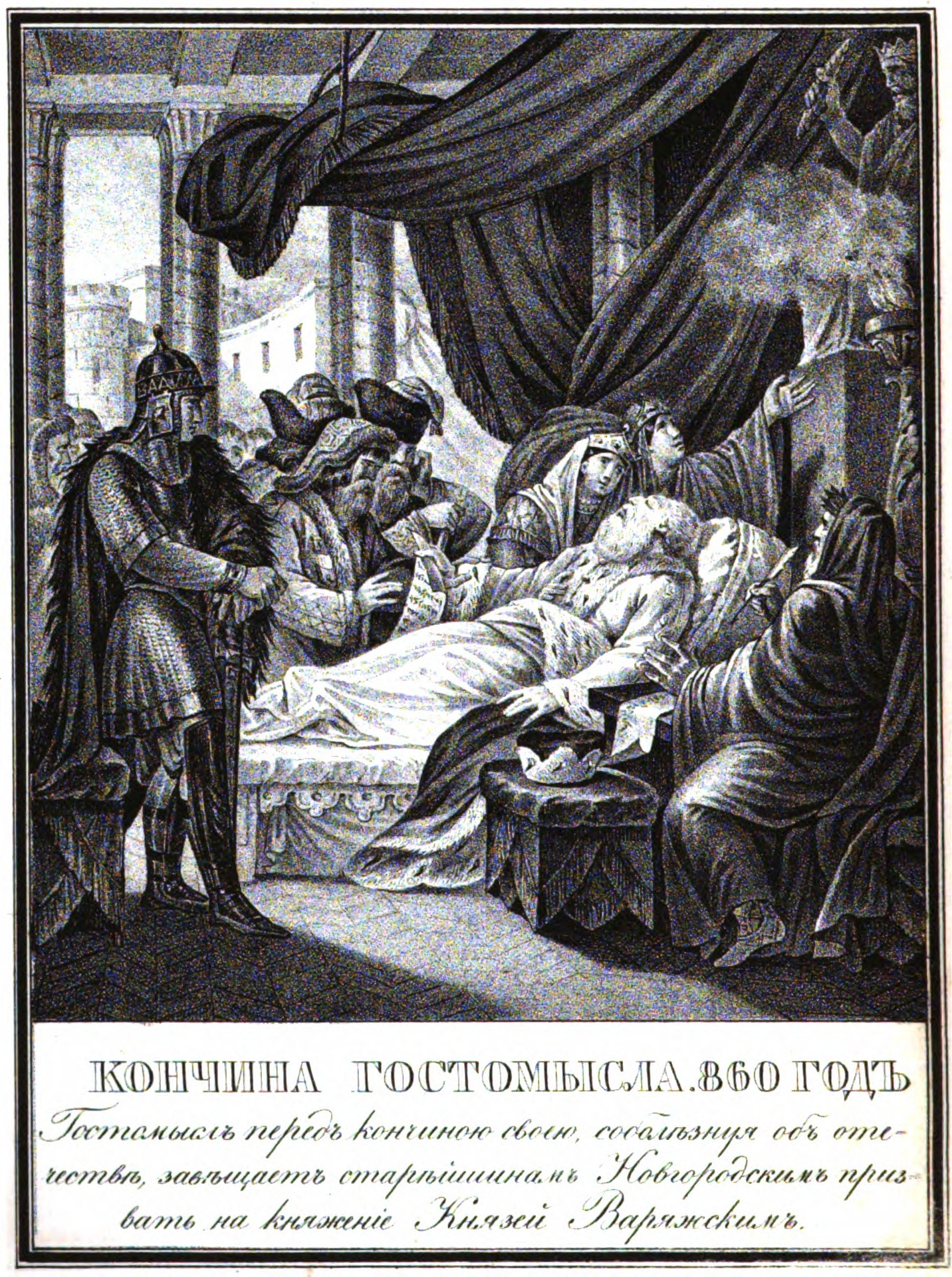
Кончина Гостомысла. «Детский Карамзин», 1836

- «О князьях русских старобытных»: Рюрике, Аскольде, Олеге, Игоре, Ольге, Святославе, Ярополке, Олеге и Владимире. Татищев выбирал те части текста, которые расходились с Нестором (с «Повестью временных лет»), переписывал их, указывая те места, где Иоаким пишет «согласно» или «почти» с Нестором. Так автор пишет о источниках сведений по некоторым князьям: «Имяна же сих осьми неведомы…, разве в песнех древних воспоминают,» — противопоставляя устные и письменные источники. Также в этой части заметны следы редакции первоначального текста. Сведения об Аскольде частично отсутствуют, Татищев писал: «Здесь на стороне подписано: утрачены в летописце 2 листа». В одном месте о Святославе автор указывает «яко речется», то есть «как сказано в источнике». Татищев сообщает новые сведения о происхождении Рюрика (сын варяжского князя от дочери Гостомысла) и княгини Ольги (от рода Гостомысла). Сведения данной части касаются истории христианства на Руси, в частности, дают отличные от «Повести временных лет» подробности крещения Аскольда, Ольги и Владимира. Автор негативно оценивает язычника Святослава и сочувствует прохристианскому Ярополку. В описание княжения Владимира вставлены сведения о более раннем периоде — правлении болгарского царя Симеона: «После этого пошел Владимир на булгаров и, победив их, мир заключил и принял крещение сам и сыновья его, и всю землю Русскую крестил. Царь же болгорский Симеон прислал иереев ученых и книги в достаточном количестве». В этой же вставке говорится об Иоакиме в третьем лице: «Митрополит же, по совету Владимира, посадил епископов по городам: в Ростове, Новеграде, Владимире и Белеграде. Сии шедшие по земле с вельможи с войском Владимировым учили люд и крестили всюду сотнями и тысячами, сколько где удавалось, хотя люди неверные весьма о том скорбели и сожалели, но отказываться из-за воинов не смели».
- О крещении Новгорода. Рассказ ведётся от первого лица. «Мы же стояли на торговой стороне, ходили по торжищам и улицам, учили людей, насколько могли… И так пребывали два дня, несколько сот окрестив».
- О женах и сыновьях Владимира. Список распределения сыновей по городам составлен в соответствии с их старшинством и совпадает со списком «Повести временных лет» под 6496 (988) годом, но в последней зафиксировано два положения в распределении городов — до смерти Вышеслава и после неё, а в тексте Иоакимовской летописи сказано лишь о первичном распределении и указывается имя матери Бориса и Глеба, которое отсутствует в «Повести временных лет».

## Историография

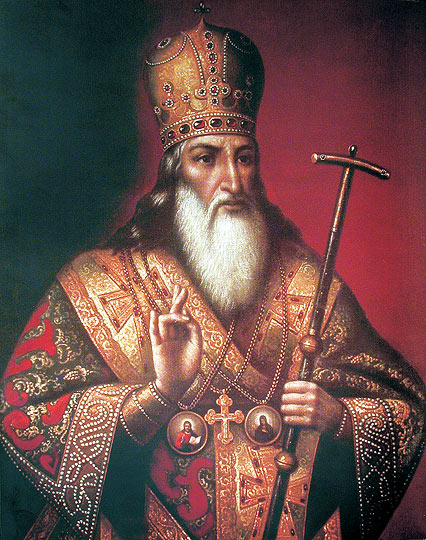
Иоаким, патриарх Московский

Споры о достоверности тетрадей начались ещё со времён Татищева. Основания, согласно которым Иоакимовская летопись рассматривается как не заслуживающая доверия, сформулировал ещё в 1789 году М. М. Щербатов, который отметил странные обстоятельства её обнаружения, факт существования позднейшей копии, а не древнего текста, отсутствие свидетельств об Иоакиме — летописце, расхождения текста и «Нестора». Щербатову оппонировал И. Н. Болтин, по мнению которого различия в летописях являются обычным делом, а некоторые известия, в частности, о родстве Рюрика с Гостомыслом и происхождении Ольги, он считал «более сходными с обстоятельствами».
Н. М. Карамзин изложил сведения, сообщаемые Татищевым об Иоакимовской летописи, и сделал вывод: «Сию шутку многие приняли за истину и начали с важностью говорить о летописце Иоакиме». Карамзин приводил аргументы в пользу того, что Иоакимовская летопись является источником не заслуживающим доверия и в дальнейшем, упоминая сведения из этого текста, сопровождал имя Иоакима эпитетом «мнимый». С. М. Соловьёв был решительно против того, чтобы обвинять Татищева в подлоге. П. А. Лавровский, проведя обстоятельное исследование летописи, предпринял попытку доказать, что отдельные сведения второй её части, после рассказа о призвании Рюрика, являются заслуживающими доверия. Лавровский отмечал, что авторство епископа Иоакима спорно, но, по его мнению, составитель являлся современником описываемых событий, принадлежащим к «необильному числу просвещенных писателей древности».
Е. Е. Голубинский и И. А. Линниченко стремились доказать полную недостоверность уникальных известий Иоакимовской летописи. Голубинский считал, что её автором был сам Татищев. Линниченко, как и большая часть более поздних исследователей, считал Иоакимовскую летопись одним из вариантов имевших широкое хождение в XVII—XVIII веках исторических легенд. В. И. Григорович допускал, что эта летопись, которая была получена Татищевым из Бизюкова монастыря, была составлена архимандритом этого монастыря Иоакимом, жившим в нём около 1730 года.
В Советской исторической энциклопедии Иоакимовская летопись определялась как русская летопись, составленная в XVII веке и содержащая помимо заимствований из ранних источников также ряд легенд и авторских домыслов, которые были типичны для хронографии XVII века.
С. К. Шамбинаго сопоставил Иоакимовскую летопись с поздними летописцами, отдельные из которых находятся перед текстом Новгородской третьей летописи, и допускал, что «повесть о старобытных князьях» (летописец, сходный с Иоакимовской летописью) стала началом этой летописи, созданной по инициативе новгородского митрополита, с 1673 года — патриарха Иоакима. Отмечалось, что комиссионный список Новгородской первой летописи имеет позднее киноварное надписание: «Летопись Акима епископа новгородского». С. Н. Азбелев считал, что предполагаемая Шамбинаго связь легендарных сказаний о начале Руси с Новгородской третьей летописью в действительности отсутствует. Предположительно, указание на епископа Иоакима как на летописца относится к ограниченному кругу текстов, представлявших собой поздние легендарно-исторические компиляции; в их числе был текст, который стал известным Татищеву.

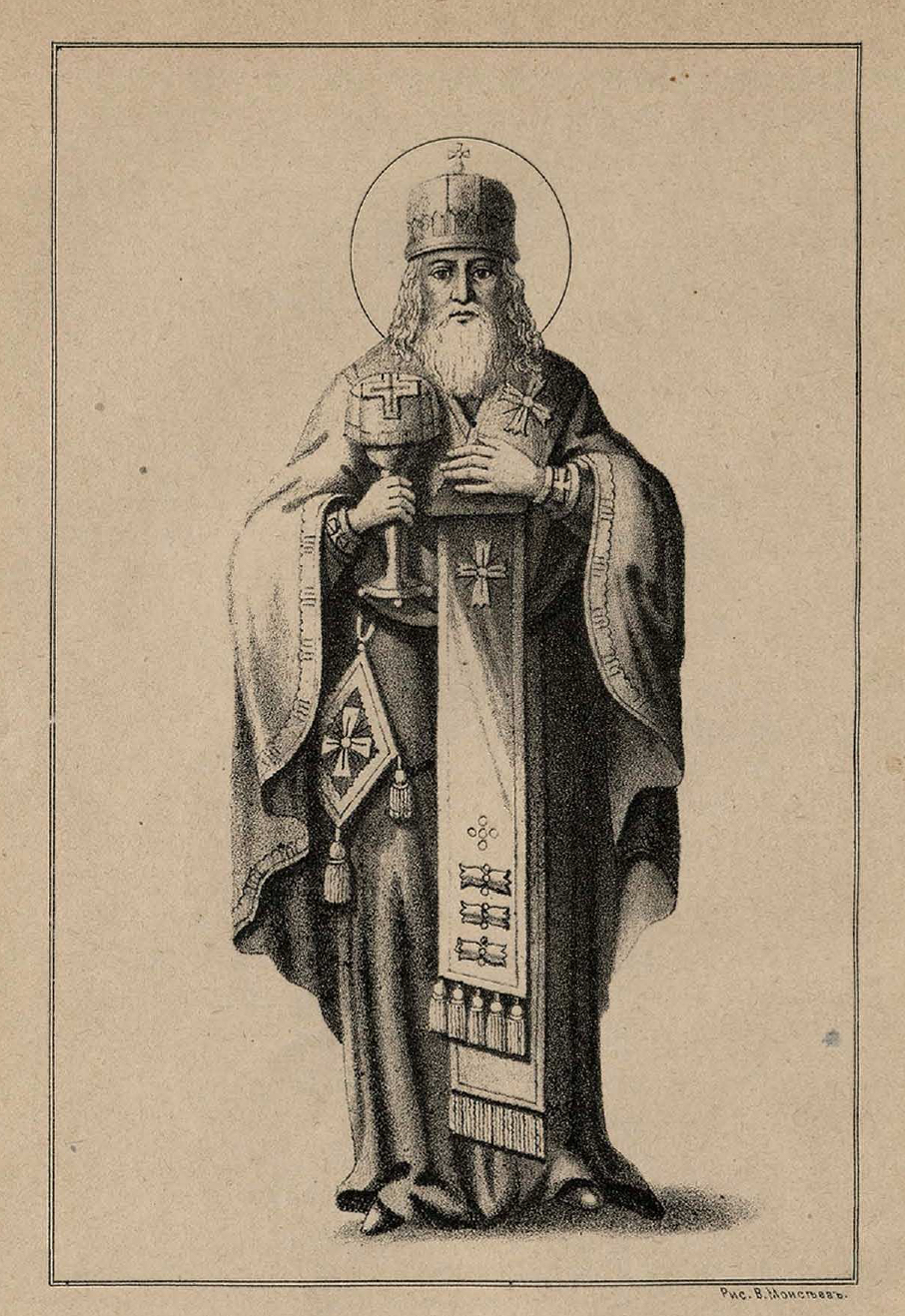
Иоаким Корсунянин, епископ Новгородский

Остаётся популярной версия Иоакимовской летописи о крещении Новгорода «огнём и мечом». О крещении Новгорода «Повесть временных лет» не сообщает. Другие ранние русские летописи также не сообщают подробностей об этом крещении. Летописные своды XV века упоминают Иоакима Корсунянина в качестве первого епископа, поставленного Владимиром. Большинство сведений о крещении Новгорода получено из Иоакимовской летописи и Никоновской летописи XVI века; достоверность сведений последней также ставится под сомнение; по мнению ряда учёных, сведения этих летописей подтверждаются некоторыми археологическими данными.
Академик Б. А. Рыбаков с оговорками ссылался на текст Татищева, называя сведения о крещении Новгорода местными легендами и поговорками. Он называл летопись «компилятивным источником XVII века», но считал, что «у составителя Иоакимовской летописи мог быть в руках какой-то недошедший до нас более ранний источник, сообщавший сведения, часть которых блестяще подтверждена археологическими данными». Этими данными Рыбаков считал раскопки в Киеве, обнаружившие, что «постамент идолов киевских языческих богов, поставленный в самом центре княжеского Киева, был вымощен плинфой и фресками христианского храма, разрушенного до 980 г.». Этот памятник был интерпретирован Д. Н. Козаком и Я. Е. Боровским как остатки христианских церквей, разрушенных по Иоакимовской летописи Святославом Игоревичем.
По данным Иоакимовской летописи, относящимся к событиям крещения города, вёл раскопки археолог В. Л. Янин. Раскопки вокруг церкви Преображения, упомянутой в тексте, показали, что в 989 году на месте сгоревших домов были построены новые, что подтверждает сведения о поджоге домов воеводой Добрыней. В пожарищах домов найдены клады серебряных монет не моложе 989 года, хозяева которых были, судя по всему, убиты, что подтверждает рассказ о подавлении восстания. В слоях 972—989 годов найден нательный крестик, что также подтверждает информацию летописи о христианской общине Новгорода. Янин отмечает «наличие в повести отдельных реалистических деталей, находящих археологическое подтверждение», это «позволяет считать, что её возникновение в середине XV века опиралось на какую-то достаточно устойчивую древнюю традицию». Ещё в 1988 году Янина поддержал историк О. М. Рапов, который сопоставил сведения Никоновской летописи под 6498 годом с данными дендрохронологии. Сведения Иоакимовской летописи не ставятся им под сомнение.
Обнаруженная бронзовая привеска-крест с так называемым грубым изображением распятия был отнесен М. В. Седовой к скандинавским изделиям. В. В. Седов предполагал моравское происхождение таких крестов. Аналогии кресту имеются как в Швеции, так и на Дунае. Он мог иметь и византийское происхождение, близкая находка известна в Херсонесе. М. В. Седова предположила, что крестик был утерян вскоре после крещения Новгорода в 988 году. По мнению В. Я. Петрухина, новгородский пожар мог быть следствием социальных или конфессиональных конфликтов последней четверти X века, но не может считаться подтверждением подлинности Иоакимовской летописи и не мог вдохновить составителя предания о крещении новгородцев на расхожую книжную (латинскую) формулу о крещении «огнём и мечом».
Историк С. В. Алексеев отмечал, что часть Иоакимовской летописи, рассказывающая о крещении Новгорода, указывает на внутренние противоречия текста и несоответствие другим новгородским источникам и археологическим данным. Особое внимание он уделил вставкам Татищева, отсутствовавшим в рукописи историка (в выписках) и появившимся в окончательном тексте. В частности, вставкой оказались сведения о том, что восстание против крещения возглавлял языческий жрец Богомил по прозвищу Соловей.
В 2005—2006 годах в Великом Новгороде проводились подводные раскопки с целью выявления остатков «Великого моста» через Волхов, самое раннее упоминание которого содержится в Иоакимовской летописи в тексте о крещении новгородцев в 991 году. Были обнаружены опоры моста XIII—XIV веков, что придало С. В. Трояновскому и другим участникам проекта уверенности в возможности обнаружения конструкций XI—XII веков. Согласно Иоакимовской летописи, мост был построен одновременно с нижним ярусом новгородских мостовых в 970—980-х годах. Подтверждение существования моста через Волхов в X веке нашли в апреле 2018 года, когда подводными археологами был обнаружен пятиугольный в плане забутованный камнем сруб в 170 метрах от Великого моста выше по течению Волхова. Радиоуглеродный анализ образцов сруба, проведённый в лаборатории изотопных исследований РГПУ имени А. И. Герцена, показал, что возраст этого моста, пересекавшего русло Волхова между Никольским собором на Ярославовом дворище и утраченным собором Бориса и Глеба в Новгородском детинце, может составлять около 1060 лет, то есть он был построен в X веке — деревья завершили свой рост приблизительно в 959 году ± 25 лет.
Украинский историк А. П. Толочко в своём исследовании (2005) делает вывод, что Иоакимовская летопись целиком создана самим Татищевым. Её сведения, с точки зрения Толочко, «подтверждают» ряд догадок, делавшихся Татищевым до её открытия, и содержат факты, которые могли быть известны только Татищеву, но не средневековому летописцу. Толочко указывает на наличие у Татищева в другом томе его труда ссылки на несуществующее место Иоакимовской летописи. Исследователи, возражающие против удревнения Иоакимовской летописи, также утверждают, что не существует текстологических доказательств её подлинности, а археологически подтверждённые данные, на которые ссылаются сторонники подлинности летописи, с точки зрения противников, сомнительны («строительный мусор» в Киеве и «следы пожара» в Новгороде). С. В. Конча ответил на критику Толочко встречной статьёй, где говорится, что критические замечания Толочко построены целиком на предположениях, тогда как ряд фактов, приведённых в Иоакимовской летописи, не мог быть известен российским историкам XVIII века, но подтверждается другими источниками. Толочко, опираясь на единственное слово «проторчь», присутствующее по одному разу в Иоакимовской летописи и в Радзивиловском списке, утверждает, что «автор Иоакимовской летописи владел индивидуальным словарем Татищева», откуда следует, что Татищев и был её автором. Однако из современных словарей ясно, что в обоих случаях слово употреблено для обозначения узкой теснины, пробиваемой в твёрдом грунте водами Днепра непосредственно вблизи порогов. В других летописях слово «проторчь» встречается в иных формах («протолъчии», «протолчивое»).
Одним из аргументов раннего происхождения Иоакимовской летописи считаются скандинавские мотивы, присутствующие в тексте. Их наличие может быть связано с тем, что автор XI века использовал сведения скандинавов, служивших не позднее 1019 года при дворе Ярослава Мудрого, который был женат на шведской княжне Ингегерде. В этом случае допустимо авторство самого Иоакима Корсунянина, умершего в 1030 году, и Иоакимовская летопись может рассматриваться как позднее изложение его историографического сочинения. Однако С. В. Конча в своей статье, посвящённой скандинавским элементам в тексте Иоакимовской летописи, приводит доказательства позднего происхождения топонимов, встречающихся в части о Гостомысле. Автор показал, что эти сведения восходят к переписке Татищева и его шведского подрядчика Э. Ю. Биорнера, специалиста по скандинавским и латинским текстам. В ней встречаются, в частности, топонимы Colmogardia (Колмогард — в летописи) и Kymenegardia (Кумень — в летописи), заимствованные из европейских географических описаний России XVII века. В свете этого открытия Конча предложил заново изучить текст Иоакимовской летописи, чтобы выяснить все её источники. Он, в частности, высказал сомнение, что Татищев мог написать разделы летописи, описывающие историю X века.
Дональд Островски считает Иоакимовскую летопись сомнительным источником.

## Влияние
К началу XIX века Иоакимовская летопись считалась подлинным документом, и её мотивы в качестве аутентичных использовал в своих фальсификатах Александр Сулакадзев. Так, в составе его коллекции числилась «рукопись X века» за авторством некоего смерда Внездимика «о холмах новгородских, погребальных  пирах  Злогора,  о коляде  Вандаловой  и  окруте Буривоя и  Владимира», писанная на «белой коже».